# Lieux de mission de la communauté du Chemin Neuf

Logo officiel de la communauté du Chemin Neuf.

Les lieux de mission de la communauté du Chemin Neuf constituent les points d'implantation de cette communauté. Depuis sa fondation en 1973, celle-ci s'est vu confier par les diocèses (au départ uniquement catholiques, puis de diverses autres confessions chrétiennes) des paroisses, des foyers d'étudiants ou des maisons d'accueil spirituel. Elle a également été sollicitée par d'autres communautés religieuses travaillant à une mission particulière, et ayant choisi, pour diverses raisons, de partir et de confier au Chemin Neuf la mission de perpétrer son œuvre. Dans certaines occasions, le Chemin Neuf a reçu d'un légateur un lieu, généralement sous conditions d'utilisation (celle d'en faire un foyer d'étudiants, une maison dédiée à l'unité des chrétiens, à la guérison spirituelle, etc.). Enfin, il est arrivé que, constatant les besoins de la communauté, celle-ci choisisse d'acheter un lieu pour s'y installer et développer sa spiritualité.

## La communauté
La communauté du Chemin Neuf est née en 1973 d'un groupe de prière charismatique situé montée du Chemin-Neuf, dans le 5e arrondissement de Lyon. Son principal fondateur est le père jésuite Laurent Fabre. Elle est fortement influencée par ces deux spiritualités (charismatique et ignatienne). Elle axe son œuvre en particulier autour de la question de l'unité, celle entre les peuples, celle dans le couple et dans la famille, et plus particulièrement celle entre les chrétiens et les Églises chrétiennes (œcuménisme).
Elle compte en octobre 2015 1 831 membres, dont 623 couples (1 246 personnes) et 340 engagés au célibat (158 hommes, dont 91 prêtres, et 182 femmes). Sur ce nombre, 718 membres du Chemin Neuf résident en France métropolitaine, les autres dans vingt-cinq autres pays.

## Liste des pays
Les lignes grisées correspondent aux pays dans lesquels le Chemin Neuf n'est plus actuellement en mission.
| Nom                              | Date début | Date fin | Remarques et références |
| -------------------------------- | ---------- | -------- | --- |
| France métropolitaine            | 1973       | -        | La communauté est née à Lyon en 1973. En octobre 2015, 718 membres du Chemin Neuf (dont 223 couples) résident en France. Parmi eux, on compte 175 engagés à vie (35 couples, 51 hommes et 54 femmes) |
| République du Congo              | 1984       | 1997     | La république du Congo est le premier pays étranger dans lequel s'établit la communauté. La guerre civile du Congo-Brazzaville chasse la communauté du pays. |
| République démocratique du Congo | 1988       | -        | Le Chemin Neuf arrive au Zaïre avec une première mission, de type médical, en pleine jungle. La plus grande partie de la mission de la communauté en république démocratique du Congo est désormais à Kinshasa, plus précisément à Makala, où la part des œuvres humanitaires y est plus importante que partout ailleurs : construction et gestion d'une école primaire et secondaire, travail avec les enfants de la rue. |
| Côte d'Ivoire                    | 1989       | -        | La Côte-d'Ivoire est le pays comptant, après la France, le plus de membres du Chemin Neuf |
| Belgique                         | 1992       | -        | |
| Maurice                          | 1992       | -        | Le Chemin Neuf a sur l'île Maurice la charge d'une paroisse ainsi que d'une maison d'accueil. |
| Pologne                          | 1994       | -        | |
| Allemagne                        | 1994       | -        | |
| Canada                           | 1994       | -        | |
| Martinique                       | 1995       | -        | |
| Royaume-Uni                      | 1996       | -        | |
| République tchèque               | 1998       | -        | |
| Brésil                           | 1998       | -        | |
| Israël                           | 2001       | -        | La communauté est présente en Israël de manière épisodique à partir de 1983, et de manière permanente depuis 2001. |
| La Réunion                       | 2004       | -        | |
| Pays-Bas                         | 2006       | -        | |
| Tchad                            | 2006       | -        | |
| Hongrie                          | 2007       | -        | |
| Burundi                          | 2007       | -        | |
| Madagascar                       | 2009       | -        | |
| Burkina Faso                     | 2009       | -        | |
| Lettonie                         | 2011       | -        | |
| Philippines                      | 2011       | -        | |
| Espagne                          | 2012       | -        | |
| Suisse                           | 2012       | -        | |
| Algérie                          | 2016       | -        | En acceptant de reprendre le monastère de Tibhirine, premier lieu d'implantation de l'Abbaye Notre-Dame de l'Atlas, le Chemin Neuf s'implante en Algérie en 2016. |

## Liste des maisons
Les lignes grisées correspondent aux lieux dans lesquels le Chemin Neuf n'est plus actuellement en mission.
| Nom                                                  | Édifices (Si plusieurs)                 | Images                                      | Coordonnées                          | Commune                   | Subdivision                 | Pays                             | Communauté | Date début                         | Date fin                        | Remarques et références |
| ---------------------------------------------------- | --------------------------------------- | ------------------------------------------- | ------------------------------------ | ------------------------- | --------------------------- | -------------------------------- | --- | ---------------------------------- | ------------------------------- | --- |
| 49, montée du Chemin-Neuf                            | 49, montée du Chemin-Neuf               |                                             | 45° 45′ 31″ nord, 4° 49′ 27″ est     | Lyon 5e                   | Métropole de Lyon           | France                           | Chemin Neuf | 1973                               | -                               | La « maison-mère » est située à peu près à mi-hauteur de la montée du Chemin-Neuf ; c'est cette rue qui a donné son nom à la communauté. La maison a été acquise par le Chemin Neuf en 1973,. |
| Les Pothières                                        | Les Pothières                           |                                             | 45° 56′ 54″ nord, 4° 42′ 10″ est     | Anse                      | Rhône                       | France                           | Chemin Neuf | 1976                               | -                               | La maison des Pothières, ancienne propriété viticole, est achetée par la communauté en 1976 ; elle devient très rapidement une maison de formation accueillant des familles et des célibataires pour trois mois à un an,. La maison est désormais plus particulièrement tournée vers la mission Cana, auprès des couples et des familles |
| Maison forte de Montagnieu                           | Maison forte de Montagnieu              | Maison Forte de Montagnieu à Soleymieu (38) | 45° 41′ 45″ nord, 5° 21′ 21″ est     | Soleymieu                 | Isère                       | France                           | Chemin Neuf | 1976                               | -                               | Cette maison médiévale fut construite par la famille de Machy au XIVe siècle. Les façades et la toiture sont inscrites à l'inventaire complémentaire des monuments historiques depuis le 18 octobre 1979. La maison est confiée à la communauté en 1976. Le Chemin Neuf y a construit une chapelle ainsi que des bâtiments d'accueil neufs, et y anime en particulier des session destinées à la guérison intérieure. |
| Paroisse de Mazargues                                | Saint-Roch de Mazargues                 |                                             | 43° 14′ 44″ nord, 5° 24′ 17″ est     | Marseille 9e              | Bouches-du-Rhône            | France                           | Archidiocèse de Marseille Chemin Neuf                                                                              | ? 1978                             | 1978 -                          | Cette paroisse est située à Mazargues, dans un quartier résidentiel de Marseille. Mgr Roger Etchegaray, archevêque de Marseille de 1970 à 1984 avant d'être appelé à la Curie romaine, confie au Chemin Neuf en 1978 la paroisse de Mazargues. Cette paroisse est centrée sur l'église Saint-Roch de Mazargues. |
| Foyer Paul-Couturier Rue Henri IV                    | Foyer Paul-Couturier Rue Henri IV       |                                             | 45° 45′ 09″ nord, 4° 49′ 39″ est     | Lyon 2e                   | Métropole de Lyon           | France                           | Adorantes Chemin Neuf                                                                                              | ? 1978                             | 1978 -                          | Le numéro 10 de la rue Henri-IV est occupé par un foyer d'étudiants qui porte le nom de Paul Couturier, pionnier catholique de l'œcuménisme. Le Chemin Neuf s'est vu confier cette maison pour en faire un foyer à la fin des années 1970. À ce foyer est accolée la chapelle, également baptisée du nom de Paul Couturier : c'est dans cette même chapelle que le prêtre lyonnais avait lancé en 1935 la Semaine de prière pour l'unité des chrétiens,. |
| Cénacle de Tigery                                    | Cénacle de Tigery                       |                                             | 48° 38′ 29″ nord, 2° 30′ 54″ est     | Tigery                    | Essonne                     | France                           | Cénacle Chemin Neuf                                                                                                | 1929 1982                          | 1982 -                          | Les sœurs de la congrégation Notre-Dame du Cénacle, présentes à Tigery depuis 1929, demandent au Chemin Neuf de s'implanter dans une partie de leurs bâtiments en 1982, pour les assister dans la gestion de la maison et développer ses propres missions. Elles ont cédé la totalité du domaine au Chemin Neuf en 1992. Cette dernière communauté y a notamment développé une école de langue permettant chaque année à une trentaine de non-francophones d'apprendre la langue française tout en vivant une vie communautaire. |
| Maison des Étudiants Rue Madame                      | Maison des Étudiants Rue Madame         |                                             | 48° 50′ 51″ nord, 2° 19′ 54″ est     | Paris 6e                  | Paris                       | France                           | Archidiocèse de Paris Chemin Neuf -                                                                                | ? 1982 1999                        | 1982 1999 -                     | Mgr Jean-Marie Lustiger confie en 1982 à la communauté (six membres lyonnais et un couple parisien) la maison diocésaine des étudiants, située au 61 rue Madame dans le 6e arrondissement de Paris,. Le foyer ferme ses portes en 1999 à la suite d'une opération immobilière du diocèse. |
| Kimbaoka                                             | Kimbaoka                                |                                             | ?                                    | Kimbaoka                  | Bouenza                     | République du Congo              | - Chemin Neuf 1997                                                                                                 | ? 1984                             | 1984 1997                       | Le centre Kimbaoka ou Kimbaouka est construit en 1984 ; en 1997, la guerre chasse la communauté et ruine entièrement le site,. |
| Pointe-Noire                                         | Pointe-Noire                            |                                             | ?                                    | Pointe-Noire              | Pointe-Noire                | République du Congo              | - Chemin Neuf | ? 1984                             | 1984 1997 -                     | |
| Paroisse d'Épinay-sous-Sénart                        | Saint-Damien-de-Veuster                 |                                             | 48° 41′ 48″ nord, 2° 31′ 31″ est     | Épinay-sous-Sénart        | Essonne                     | France                           | Diocèse d'Évry Chemin Neuf -                                                                                       | ? 1984 1998                        | 1984 1998 -                     | Le secteur paroissial d'Épinay-sous-Sénart et Boussy-Saint-Antoine est confié durant une quinzaine d'années au Chemin Neuf,. |
| Abbaye de Sablonceaux                                | Abbaye de Sablonceaux                   |                                             | 45° 43′ 04″ nord, 0° 52′ 41″ ouest   | Sablonceaux               | Charente-Maritime           | France                           | - Chemin Neuf | ? 1986                             | 1986                            | Située dans le département de la Charente-Maritime, entre Royan et Saintes, l'abbaye construite vers 1136, subit les vicissitudes de la rivalité franco-anglaise en Aquitaine, puis les ravages des guerres de religion du XVIe siècle, avant d'être complètement abandonnée à la Révolution, vendue comme bien national et transformée en carrière de pierres. Au cours du XXe siècle, elle sert de centre d'accueil d'orphelins puis de laiterie, avant qu'André Malraux ne lance de lourds travaux de restauration. En 1986, l'ensemble du domaine est racheté par le diocèse de la Rochelle et confié par Mgr Jacques David au Chemin Neuf,.                       |
| Centre Tibériade                                     | Centre Tibériade                        |                                             | 5° 13′ 20″ nord, 5° 10′ 52″ ouest    | Grand-Lahou               | Grand-Lahou                 | Côte d'Ivoire                    | Chemin Neuf | 1986                               |                                 | La communauté du Chemin Neuf a construit et gère le centre de formation Tibériade. |
| Centre Notre-Dame du Roucas Blanc                    | Centre Notre-Dame du Roucas Blanc       |                                             | 43° 16′ 33″ nord, 5° 21′ 59″ est     | Marseille 7e              | Bouches-du-Rhône            | France                           | Compagnie de Jésus Chemin Neuf                                                                                     | ? 1987                             | 1987 -                          | Centre de retraite pour les futurs prêtres et les laïcs réalisé par les jésuites de Marseille sur le site d'une ancienne bastide du XIXe siècle, sur les flancs d'une colline qui domine la mer. Les bâtiments ont été dessinés par l'architecte Pierre Genton. En 1987, le centre est confié à la communauté du Chemin Neuf. |
| Banga-Bola                                           | Banga-Bola                              |                                             | 2° 29′ 03″ nord, 19° 12′ 10″ est     | Équateur                  | Pointe-Noire                | République démocratique du Congo | ordre souverain de Malte Chemin Neuf 1997                                                                          | ? 1988 1998                        | 1988 1998 -                     | De 1988 à 1998, le Chemin Neuf, à la demande de l'ordre souverain de Malte, part poursuivre la mission d'un hôpital de brousse en république démocratique du Congo. |
| Foyer Victor-Hugo                                    | Foyer Victor-Hugo                       |                                             | 48° 52′ 01″ nord, 2° 16′ 41″ est     | Paris 16e                 | Paris                       | France                           | Saint-Honoré Chemin Neuf -                                                                                         | ? 1990 2011                        | 1990 2011 -                     | Dans les années 1990, la Paroisse Saint-Honoré-d'Eylau dans le XVIe arrondissement de Paris confie à la communauté une maison située 154, avenue Victor-Hugo, dont cette dernière fait un foyer de jeunes travailleuses, puis un foyer mixte d'étudiants. Cette maison a fermé en 2011. |
| Abbaye d'Hautecombe                                  | Abbaye d'Hautecombe                     |                                             | 45° 45′ 10″ nord, 5° 50′ 23″ est     | Saint-Pierre-de-Curtille  | Savoie                      | France                           | Cisterciens Bénédictins Chemin Neuf                                                                                | 1135 1826 1922 1992                | 1792 1922 1992 -                | En 1992, les moines bénédictins, trop pris par les exigences des visites (150 000 visiteurs par an) partent pour s'établir à l'abbaye de Ganagobie dans les Alpes de Haute-Provence et demandent au Chemin Neuf de s'occuper désormais de l'abbaye et de perpétuer sa tradition de prière. Cette dernière communauté a fait d'Hautecombe une maison internationale destinée à la formation biblique, théologique et communautaire, ainsi qu'un lieu de rassemblements estivaux de jeunes,. |
| Foyer de jeunes filles de Cocody                     | Foyer de jeunes filles de Cocody        |                                             | 5° 20′ 22″ nord, 4° 00′ 18″ ouest    | Cocody                    | Abidjan                     | Côte d'Ivoire                    | Archidiocèse d'Abidjan Chemin Neuf                                                                                 | ? 1992                             | 1992 -                          | L'archevêque d'Abidjan confie en 1992 ce foyer à la communauté. |
| Maison La Confiance                                  | Maison La Confiance                     |                                             | 20° 13′ 15″ sud, 57° 27′ 40″ est     | Beau Bassin               |                             | Maurice                          | Frères des écoles chrétiennes Chemin Neuf                                                                          | ? 1992                             | 1991 -                          | Les Frères des écoles chrétiennes demandent au Chemin Neuf de leur succéder après leur départ en 1991. En février 1992, une fraternité de vie commence en ce lieu. |
| La Hulpe                                             | La Hulpe                                |                                             | 50° 43′ 38″ nord, 4° 28′ 54″ est     | La Hulpe                  | Brabant wallon              | Belgique                         | Sœurs du Cénacle Chemin Neuf                                                                                       | ? 1992                             | 1992 2010                       | De 1992 à 2010, un centre spirituel est confié au Chemin Neuf par le diocèse de Bruxelles à La Hulpe. En 2010, il est repris par le diocèse pour une opération immobilière. |
| Maison d'accueil de Wesoła                           | Maison d'accueil de Wesoła              |                                             | 52° 15′ 06″ nord, 21° 12′ 47″ est    | Wesoła                    | Mazovie                     | Pologne                          | - Chemin Neuf | ? 1994                             | 1994 -                          | |
| Paroisse Herz Jesu                                   | Église du Sacré-Cœur                    |                                             | 52° 31′ 50″ nord, 13° 24′ 34″ est    | Prenzlauer Berg           | Berlin                      | Allemagne                        | Archidiocèse de Berlin Chemin Neuf                                                                                 | 1898 1994                          | 1994 -                          | Depuis 1994, la paroisse catholique Herz Jesu de Prenzlauer Berg est animée par le Chemin Neuf,. |
| Paroisse Saint-Denys de la Chapelle                  | Église Saint-Denys de la Chapelle       |                                             | 48° 53′ 29″ nord, 2° 21′ 37″ est     | Paris 18e                 | Paris                       | France                           | Archidiocèse de Paris Chemin Neuf                                                                                  | 1204 1995                          | 1995 -                          | Mgr Jean-Marie Lustiger confia en 1995 l'ensemble paroissial Saint-Denys de la Chapelle, situé dans le quartier borné par les voies de la gare du Nord et de la gare de l'Est. Cette paroisse populaire et multiculturelle fut notamment le lieu du lancement du premier parcours Alpha lancé en France. |
| Paroisse Saint-Denys de la Chapelle                  | Basilique Sainte-Jeanne-d'Arc           |                                             | 48° 53′ 30″ nord, 2° 21′ 39″ est     | Paris 18e                 | Paris                       | France                           | Archidiocèse de Paris Chemin Neuf                                                                                  | 1204 1995                          | 1995 -                          | Mgr Jean-Marie Lustiger confia en 1995 l'ensemble paroissial Saint-Denys de la Chapelle, situé dans le quartier borné par les voies de la gare du Nord et de la gare de l'Est. Cette paroisse populaire et multiculturelle fut notamment le lieu du lancement du premier parcours Alpha lancé en France. |
| Paroisse Saint-Denys de la Chapelle                  | Chapelle des quatre Évangélistes        |                                             | 48° 53′ 44″ nord, 2° 21′ 44″ est     | Paris 18e                 | Paris                       | France                           | Archidiocèse de Paris Chemin Neuf                                                                                  | 1204 1995                          | 1995 -                          | Mgr Jean-Marie Lustiger confia en 1995 l'ensemble paroissial Saint-Denys de la Chapelle, situé dans le quartier borné par les voies de la gare du Nord et de la gare de l'Est. Cette paroisse populaire et multiculturelle fut notamment le lieu du lancement du premier parcours Alpha lancé en France. |
| Paroisse Saint-Denys de la Chapelle                  | Chapelle Saint-Pierre-Saint-Paul        |                                             | 48° 53′ 59″ nord, 2° 21′ 57″ est     | Paris 18e                 | Paris                       | France                           | Archidiocèse de Paris Chemin Neuf                                                                                  | 1204 1995                          | 1995 -                          | Mgr Jean-Marie Lustiger confia en 1995 l'ensemble paroissial Saint-Denys de la Chapelle, situé dans le quartier borné par les voies de la gare du Nord et de la gare de l'Est. Cette paroisse populaire et multiculturelle fut notamment le lieu du lancement du premier parcours Alpha lancé en France. |
| Centre Saint-Gildas                                  |                                         |                                             | 51° 02′ 13″ nord, 2° 49′ 25″ ouest   | Langport                  | Somerset                    | Royaume-Uni                      | ? Chemin Neuf ? | ? 1996 2014                        | 1996 2014 -                     | La communauté est au service du centre chrétien Saint Gildas entre 1996 et 2014. |
| Clos Notre-Dame                                      | Clos Notre-Dame                         |                                             | 48° 30′ 27″ nord, 2° 40′ 45″ est     | Livry-sur-Seine           | Seine-et-Marne              | France                           | Dominicaines Chemin Neuf Dominicaines                                                                              | ? 1997 2017                        | 1996 2017 -                     | Le Clos Notre-Dame, situé à Livry-sur-Seine, est constitué d'un château (construit en 1621 et rénové au XIXe siècle) entouré d'un parc, le tout ayant été donné aux sœurs dominicaines depuis 1950. Les religieuses, anciennes enseignantes, en ont fait leur maison de retraite. Depuis 1997, elles ont fait appel au Chemin Neuf pour s'occuper de l'entretien de la maison, des repas, et partager leur vie de prière. |
| Grenoble place des Tilleuls                          | Grenoble place des Tilleuls             |                                             | 45° 11′ 31″ nord, 5° 43′ 56″ est     | Grenoble                  | Isère                       | France                           | ? Chemin Neuf | ? 1997                             | 1997 -                          | Mgr Louis Dufaux, évêque de Grenoble, confie en 1997 ce foyer d'étudiants situé 9 place des Tilleuls au Chemin Neuf. |
| Val de Paix                                          | Val de Paix                             |                                             | 46° 03′ 44″ nord, 73° 44′ 41″ ouest  | Rawdon                    | Québec                      | Canada                           | ? Chemin Neuf | ? 1997                             | 1997 -                          | La maison Val de Paix à Rawdon a été confiée au Chemin Neuf en 1997 ; la communauté y anime notamment des sessions Cana pour les couples. |
| Tuchoměřice                                          | Tuchoměřice                             |                                             | 50° 08′ 07″ nord, 14° 16′ 47″ est    | Tuchoměřice               | Bohême centrale             | République tchèque               | ? Chemin Neuf | ? 1998                             | 1998 -                          | À Tuchoměřice, un ancien couvent de Jésuites, transformé en hôpital durant la période soviétique, a été confié au Chemin Neuf qui l'a restauré depuis 1998. |
| Paroisse Saint-Augustin                              | Église Saint-Augustin                   |                                             | 50° 08′ 07″ nord, 14° 16′ 47″ est    | Tamarin                   | Rivière Noire               | Maurice                          | Diocèse de Port-Louis Chemin Neuf                                                                                  | ? 1998                             | 1998 -                          | La paroisse Saint-Augustin est confiée en 1998 au Chemin Neuf. |
| Paroisse Sainte-Marguerite-Marie Alacoque            | Sainte-Marguerite-Marie                 |                                             | 19° 54′ 20″ sud, 43° 58′ 58″ ouest   | Belo Horizonte            | Minas Gerais                | Brésil                           | ? Chemin Neuf | ? 1998                             | 1998 -                          | Serafim Fernandes de Araújo, archevêque de Belo Horizonte demande au Chemin Neuf de prendre en charge la paroisse en 1998. |
| Paroisse Saint-Justin de Levallois                   | Saint-Justin                            |                                             | 48° 53′ 40″ nord, 2° 17′ 24″ est     | Levallois-Perret          | Hauts-de-Seine              | France                           | Diocèse de Nanterre Chemin Neuf                                                                                    | ? 1998                             | 1998 -                          | La paroisse Saint-Justin, située à Levallois-Perret, a été confiée à la communauté du Chemin Neuf en 1998 par Mgr François Favreau : c'est la seule paroisse catholique de la commune, mais elle compte trois édifices religieux |
| Paroisse Saint-Justin de Levallois                   | Sainte-Reine                            |                                             | 48° 53′ 54″ nord, 2° 17′ 37″ est     | Levallois-Perret          | Hauts-de-Seine              | France                           | Diocèse de Nanterre Chemin Neuf                                                                                    | ? 1998                             | 1998 -                          | La paroisse Saint-Justin, située à Levallois-Perret, a été confiée à la communauté du Chemin Neuf en 1998 par Mgr François Favreau : c'est la seule paroisse catholique de la commune, mais elle compte trois édifices religieux |
| Paroisse Saint-Justin de Levallois                   | Sainte-Bernadette                       |                                             | 48° 53′ 40″ nord, 2° 16′ 42″ est     | Levallois-Perret          | Hauts-de-Seine              | France                           | Diocèse de Nanterre Chemin Neuf                                                                                    | ? 1998                             | 1998 -                          | La paroisse Saint-Justin, située à Levallois-Perret, a été confiée à la communauté du Chemin Neuf en 1998 par Mgr François Favreau : c'est la seule paroisse catholique de la commune, mais elle compte trois édifices religieux |
| Paroisse des Charpennes                              | Église Sainte-Madeleine                 |                                             | 45° 46′ 25″ nord, 4° 52′ 07″ est     | Villeurbanne              | Métropole de Lyon           | France                           | Archidiocèse de Lyon Chemin Neuf                                                                                   | ? 1999                             | 1999 -                          | La paroisse, rassemblant de nombreuses nationalités, est confiée en 1999 au Chemin Neuf par Mgr Louis-Marie Billé, archevêque de Lyon. |
| La Visitation                                        | La Visitation                           |                                             | 48° 27′ 20″ nord, 1° 29′ 22″ est     | Chartres                  | Eure-et-Loir                | France                           | Diocèse de Chartres Chemin Neuf                                                                                    | ? 2000                             | 2000 -                          | En l'an 2000, Mgr Bernard-Nicolas Aubertin, alors évêque de Chartres, confie la gestion et l'entretien de la maison diocésaine de la Visitation au Chemin Neuf. |
| Centre œcuménique Saint-Adalbert                     | Centre œcuménique Saint-Adalbert        |                                             | 46° 48′ 28″ nord, 7° 08′ 54″ est     | Mitte                     | Berlin                      | Allemagne                        | - Chemin Neuf | - 2000                             | 2000 -                          | . |
| Abbaye Notre-Dame-des-Dombes                         | Abbaye Notre-Dame-des-Dombes            |                                             | 46° 02′ 18″ nord, 5° 05′ 48″ est     | Le Plantay                | Ain                         | France                           | Trappistes Chemin Neuf                                                                                             | ? 2001                             | 2001 -                          | Notre-Dame-des-Dombes est une abbaye trappiste située sur la commune du Plantay dans le département de l'Ain. Elle fut construite en 1863 à la demande de l'évêque de Belley, afin que les moines viennent aider à assainir cette région constituée d’étangs et de marais ; quarante-quatre moines de l’abbaye Notre-Dame d'Aiguebelle furent détachés au Plantay. L'abbaye fut confiée en 2001 au Chemin Neuf. Ce lieu est particulièrement significatif pour le Chemin Neuf, car ce fut le premier lieu de réunion du Groupe des Dombes formé par Paul Couturier, plusieurs autres prêtres catholiques et pasteurs suisses, priant et travaillant pour l'œcuménisme. |
| Domaine du Fort                                      | Domaine du Fort                         |                                             | 14° 45′ 01″ nord, 61° 10′ 30″ ouest  | Saint-Pierre              | Martinique                  | France                           | Bénédictins Chemin Neuf                                                                                            | ? 2001                             | 2001 -                          | Le Domaine du Fort est confié en 2001 au Chemin Neuf |
| Paroisse Notre Dame de la Sagesse à Sophia-Antipolis | Centre Pastoral Paul VI                 |                                             | 43° 37′ 24″ nord, 7° 03′ 10″ est     | Valbonne                  | Alpes-Maritimes             | France                           | Diocèse de Nice Chemin Neuf                                                                                        | ? 2001                             | 2001 -                          | En 2000, les paroisses de Valbonne, Sophia-Antipolis et Biot sont regroupées en une seule paroisse dont le centre est implanté autour de la nouvelle église Notre Dame de la Sagesse et du centre pastoral Paul VI, à Sophia-Antipolis, inauguré en septembre 1999 et qui héberge également un institut supérieur de théologie. En 2001, la paroisse a été confiée au Chemin Neuf par Mgr Jean Bonfils, évêque de Nice. |
| Paroisse Notre Dame de la Sagesse à Sophia-Antipolis | Sainte-Marie-Madeleine                  |                                             | 43° 37′ 36″ nord, 7° 06′ 01″ est     | Biot                      | Alpes-Maritimes             | France                           | Diocèse de Nice Chemin Neuf                                                                                        | ? 2001                             | 2001 -                          | En 2000, les paroisses de Valbonne, Sophia-Antipolis et Biot sont regroupées en une seule paroisse dont le centre est implanté autour de la nouvelle église Notre Dame de la Sagesse et du centre pastoral Paul VI, à Sophia-Antipolis, inauguré en septembre 1999 et qui héberge également un institut supérieur de théologie. En 2001, la paroisse a été confiée au Chemin Neuf par Mgr Jean Bonfils, évêque de Nice. |
| Paroisse Notre Dame de la Sagesse à Sophia-Antipolis | Saint-Blaise                            |                                             | 43° 38′ 26″ nord, 7° 00′ 32″ est     | Valbonne                  | Alpes-Maritimes             | France                           | Diocèse de Nice Chemin Neuf                                                                                        | ? 2001                             | 2001 -                          | En 2000, les paroisses de Valbonne, Sophia-Antipolis et Biot sont regroupées en une seule paroisse dont le centre est implanté autour de la nouvelle église Notre Dame de la Sagesse et du centre pastoral Paul VI, à Sophia-Antipolis, inauguré en septembre 1999 et qui héberge également un institut supérieur de théologie. En 2001, la paroisse a été confiée au Chemin Neuf par Mgr Jean Bonfils, évêque de Nice. |
| Paroisse Sainte-Marie-en-Saintonge                   | Église Saint-Jean-Baptiste              |                                             | 45° 40′ 32″ nord, 0° 55′ 25″ ouest   | Saujon                    | Charente-Maritime           | France                           | Diocèse de La Rochelle Chemin Neuf                                                                                 | ? 2001                             | 2001 -                          | C'est la paroisse qui est desservie par la communauté présente à l'abbaye de Sablonceaux. Outre l'abbaye, elle compte 25 églises, dont celle de Saujon,. |
| Studium                                              | Studium                                 |                                             | 48° 26′ 50″ nord, 1° 29′ 09″ est     | Chartres                  | Eure-et-Loir                | France                           | Diocèse de Chartres Chemin Neuf                                                                                    | ? 2001                             | 2001 -                          | En 2001, Bernard-Nicolas Aubertin confie à la communauté une maison proche de la cathédrale afin que des célibataires viennent y vivre, en particulier pour animer chaque soir les vêpres à la cathédrale, ce dont le Chemin Neuf a la charge depuis le 11 septembre 2001. |
| Centre œcuménique et artistique                      | Centre œcuménique et artistique         |                                             | 48° 26′ 55″ nord, 1° 29′ 06″ est     | Chartres                  | Eure-et-Loir                | France                           | Diocèse de Chartres Chemin Neuf                                                                                    | ? 2003                             | 2003 -                          | En 2003, une ancienne maison de retraite pour prêtres âgés est confiée au Chemin Neuf pour en faire un centre œcuménique et artistique, pouvant accueillir notamment les formations de la fondation suisse Éthique et Art. C'est notamment dans ces locaux et avec le soutien actif de la communauté que naît en 2003 le Festival de Pâques. |
| Paroisse de l'Épiphanie                              | Beaulieu                                |                                             | 48° 26′ 14″ nord, 1° 30′ 27″ est     | Chartres                  | Eure-et-Loir                | France                           | Diocèse de Chartres Chemin Neuf                                                                                    | ? 2003 2007                        | 2003 2007 -                     | |
| Paroisse de l'Épiphanie                              | La Madeleine                            |                                             | 48° 26′ 46″ nord, 1° 31′ 10″ est     | Chartres                  | Eure-et-Loir                | France                           | Diocèse de Chartres Chemin Neuf                                                                                    | ? 2003 2007                        | 2003 2007 -                     | |
| Foyer du Simplon                                     | Foyer du Simplon                        |                                             | 48° 53′ 41″ nord, 2° 20′ 45″ est     | Paris 18e                 | Paris                       | France                           | Sainte-Famille du Sacré-Cœur Chemin Neuf                                                                           | 1950 2003                          | 2003 -                          | Les religieuses tenant le foyer situé 57 rue du Simplon confient ce dernier à la communauté du Chemin Neuf en 2003 pour qu'elle reprenne leur mission de gérer ce foyer d'étudiantes. |
| Monastère de Bouvines                                | Monastère de Bouvines                   |                                             | 50° 34′ 36″ nord, 3° 11′ 29″ est     | Bouvines                  | Nord                        | France                           | Dominicaines Chemin Neuf                                                                                           | 1945 2003                          | 2003 -                          | Le monastère de Bouvines fut construit par la famille Dehau en 1868, depuis sa construction jusqu'en 1940. Félix Dehau (maire de Bouvines pendant 62 ans) et son épouse, née Marie Lenglart y élevèrent leur nombreuse famille et y vécurent jusqu'à leur décès. En 1945, les dominicaines, dont la première prieure est mère Cécile Philippe, petite-fille de Félix Dehau, s'installent au monastère que leur a confié l’association Félix Dehau, qui reste propriétaire des lieux. En 2003, le monastère est confié par les sœurs au Chemin Neuf. |
| 55-61 montée du Chemin-Neuf                          | 55-61 montée du Chemin-Neuf             |                                             | 45° 45′ 30″ nord, 4° 49′ 23″ est     | Lyon 5e                   | Métropole de Lyon           | France                           | Congrégation Marie-Thérèse Chemin Neuf                                                                             | - 2003                             | 2003 -                          | La congrégation des sœurs de Marie-Thérèse, fondée en 1815, tenait depuis plusieurs années le foyer situé juste au-dessus de cette maison (numéros 55 à 61 de la montée) : elle le confie au Chemin Neuf, en partie en 2003, et en totalité en 2006. |
| Paroisse Sainte-Christine                            | Sainte-Christine                        |                                             | 4° 23′ 20″ sud, 15° 18′ 51″ est      | Makala                    | Kinshasa                    | République démocratique du Congo | - Chemin Neuf | - 2003                             | 2003 -                          | La communauté elle anime depuis 2003 la paroisse Sainte Christine. |
| Foyer Saint-Pierre                                   | Foyer Saint-Pierre                      |                                             | 50° 38′ 18″ nord, 3° 03′ 20″ est     | Lille                     | Nord                        | France                           | - Chemin Neuf | - 2004                             | 2004 -                          | En 2004, la communauté se voit confier le foyer Saint-Pierre, situé 59 rue de la Barre. |
| Paroisse Sainte-Jeanne-de-Chantal de Laval           | Église Sainte-Rose de Lima              |                                             | 45° 23′ 34″ nord, 73° 57′ 05″ ouest  | Laval                     | Québec                      | Canada                           | Archidiocèse de Montréal Chemin Neuf                                                                               | ? 2004                             | 2004 -                          | La paroisse Sainte Rose de Lima à Laval est animée depuis 2004 par le Chemin Neuf. |
| Foyer Notre-Dame de la Trinité                       | Foyer Notre-Dame de la Trinité          |                                             | 20° 53′ 42″ sud, 55° 28′ 01″ est     | Saint-Denis               | La Réunion                  | France                           | Diocèse de Saint-Denis Chemin Neuf                                                                                 | - 2004                             | 2004 -                          | En 2004, le diocèse confie au Chemin Neuf les locaux de l’ancien séminaire diocésain pour en faire un foyer d'étudiants. |
| Foyer Notre-Dame de l'Unité                          | Foyer Notre-Dame de l'Unité             |                                             | 20° 31′ 21″ sud, 57° 32′ 06″ est     | Souillac                  | Savanne                     | Maurice                          | Foyers de Charité Chemin Neuf                                                                                      | - 2004                             | 2004 -                          | Le foyer Notre-Dame de l'Unité, appartenant aux Foyers de Charité, est confié en 2004 au Chemin Neuf,. |
| Maison communautaire de Kinshasa                     | Maison communautaire de Kinshasa        |                                             | 4° 25′ 47″ sud, 15° 18′ 46″ est      | Lemba                     | Kinshasa                    | République démocratique du Congo | Chemin Neuf | 2005                               | -                               | La maison communautaire est bâtie à partir de 2005 à Lemba ; elles accueille retraites et sessions, et loge les séminaristes lors de leur premier cycle d'études. |
| Ndako ya biso                                        | Ndako ya biso                           |                                             | 4° 23′ 44″ sud, 15° 18′ 53″ est      | Lemba                     | Kinshasa                    | République démocratique du Congo | Chemin Neuf | 2006                               | -                               | La maison du quartier de Righini accueille l'association Ndako ya biso (« ma maison »), animée par le Chemin Neuf, et qui aide les enfants de la rue à retrouver une famille et à sortir de la violence et de l'exclusion. |
| Foyer Saint-Sixte                                    | Foyer Saint-Sixte                       |                                             | 49° 15′ 00″ nord, 4° 02′ 15″ est     | Reims                     | Marne                       | France                           | - Chemin Neuf | - 2006                             | 2006 -                          | En 2006, Mgr Thierry Jordan demande à la communauté du Chemin Neuf de créer un foyer d’étudiants dans les locaux de l’ancien séminaire : c’est le Foyer Saint-Sixte. |
| Collège & internat de Gagnoa                         | Collège & internat de Gagnoa            |                                             | 6° 06′ 33″ nord, 6° 00′ 53″ ouest    | Gagnoa                    | Gôh                         | Côte d'Ivoire                    | Sœurs de l'Enfant-Jésus Chemin Neuf                                                                                | 1963 2006                          | 2006 -                          | En 2006, la congrégation des Sœurs de l'Enfant-Jésus confie le collège (513 élèves) et l'internat (80 pensionnaires) qu'elle a construit et animé depuis 1963 au Chemin Neuf. |
| Basilique de l'Ecce homo                             | Basilique de l'Ecce homo                |                                             | 31° 46′ 49″ nord, 35° 14′ 00″ est    | Jérusalem                 |                             | Israël Palestine                 | Notre-Dame de Sion Chemin Neuf                                                                                     | - 2006                             | 2006 -                          | À Jérusalem, le Chemin Neuf est, conjointement avec les sœurs de la Congrégation de Notre-Dame de Sion, au service du couvent dit « de l'Ecce Homo » (lieu probable du déroulement de cette scène de la Passion du Christ). |
| Abbaye Saint-Paul d'Oosterhout                       | Abbaye Saint-Paul d'Oosterhout          |                                             | 51° 38′ 17″ nord, 4° 52′ 32″ est     | Oosterhout                | Brabant-Septentrional       | Pays-Bas                         | Bénédictins Chemin Neuf                                                                                            | - 2006                             | 2006 -                          | Les moines bénédictins et l'évêque de Breda confient en 2006 l'abbaye au Chemin Neuf. |
| Christkönigsschwestern                               | Christkönigsschwestern                  |                                             | 52° 26′ 19″ nord, 13° 21′ 24″ est    | Lankwitz                  | Berlin                      | Allemagne                        | - Chemin Neuf | - 2006                             | 2006 -                          | Depuis 2006, le Chemin Neuf a reçu la mission d'animer cette maison. |
| Ku-Jéricho                                           | Ku-Jéricho                              |                                             | 8° 33′ 28″ nord, 16° 00′ 54″ est     |                           | Moundou                     | Tchad                            | - Chemin Neuf | - 2006                             | 2006 -                          | Depuis 2006, près de Moundou, la communauté a remis en état et anime le centre Gabriel Balet (Ku-Jéricho) et la maison Saint Joseph. |
| Paroisse Sainte-Marie-des-Peuples                    | Lucé                                    |                                             | 48° 26′ 24″ nord, 1° 28′ 02″ est     | Lucé                      | Eure-et-Loir                | France                           | Diocèse de Chartres Chemin Neuf                                                                                    | ? 2007                             | 2007 -                          | En 2006, Mgr Michel Pansard, évêque ayant succédé à Mgr Aubertin, confie au Chemin Neuf la paroisse de Sainte-Marie-des-Peuples |
| Paroisse Sainte-Marie-des-Peuples                    | Mainvilliers                            |                                             | 48° 26′ 50″ nord, 1° 27′ 40″ est     |                           | Eure-et-Loir                | France                           | Diocèse de Chartres Chemin Neuf                                                                                    | ? 2007                             | 2007 -                          | En 2006, Mgr Michel Pansard, évêque ayant succédé à Mgr Aubertin, confie au Chemin Neuf la paroisse de Sainte-Marie-des-Peuples |
| Paroisse Saint-Jean-Baptiste de Gihosha              | Église Saint-Jean-Baptiste de Bujumbura |                                             | 3° 21′ 35″ sud, 29° 23′ 36″ est      | Bujumbura                 | Bujumbura Mairie            | Burundi                          | Archidiocèse de Bujumbura Chemin Neuf                                                                              | ? 2007                             | 2007 -                          | En 2007, la paroisse Saint-Jean-Baptiste est confiée au Chemin Neuf |
| Foyer Sankt-Remigius                                 | Foyer Sankt-Remigius                    |                                             | 50° 44′ 09″ nord, 7° 06′ 12″ est     | Bonn                      | Rhénanie-du-Nord-Westphalie | Allemagne                        | - Chemin Neuf | ? 2007                             | 2007 -                          | Joachim Meisner confie en 2007 le foyer étudiant ainsi que la paroisse Sankt-Remigius au Chemin Neuf. |
| Bodrogolaszi (hu)                                    | Bodrogolaszi (hu)                       |                                             | 48° 17′ 22″ nord, 21° 31′ 01″ est    | Bodrogolaszi              | Borsod-Abaúj-Zemplén        | Hongrie                          | Pannonhalma Chemin Neuf                                                                                            | ? 2007                             | 2007 -                          | À Bodrogolaszi, l'abbaye territoriale de Pannonhalma a confié en 2007 au Chemin Neuf une maison d'accueil spirituel. |
| Foyer d'étudiants de Łódź                            | Foyer d'étudiants de Łódź               |                                             | 51° 46′ 22″ nord, 19° 27′ 31″ est    | Łódź                      | Łódź                        | Pologne                          | ? Chemin Neuf | ? 2007                             | 2007 -                          | Le Chemin Neuf anime depuis 2007 un foyer d'étudiants |
| Paroisse Saint-André de Reims                        | Église Saint-André                      |                                             | 49° 15′ 33″ nord, 4° 02′ 29″ est     | Reims                     | Marne                       | France                           | - Chemin Neuf | - 2008                             | 2008 -                          | En 2008, la paroisse est confiée au Chemin Neuf. |
| Saint-Jean-Paul-II                                   | Église Sainte-Madeleine                 |                                             | 47° 27′ 34″ nord, 0° 32′ 13″ ouest   | Angers                    | Maine-et-Loire              | France                           | - Chemin Neuf | ? 2008                             | 2008 -                          | Sainte-Madeleine et Saint-Léonard sont les deux églises du quartier Justices-Madeleine-Saint Léonard à Angers. Elles ont été confiées en septembre 2008 au Chemin Neuf. C'est notamment sur le territoire de cette paroisse qu'est située la réplique angevine du Saint-Sépulcre, confiée à la communauté des servantes des pauvres. |
| Saint-Jean-Paul-II                                   | Église Saint-Léonard                    |                                             | 47° 27′ 36″ nord, 0° 31′ 17″ ouest   | Angers                    | Maine-et-Loire              | France                           | - Chemin Neuf | ? 2008                             | 2008 -                          | Sainte-Madeleine et Saint-Léonard sont les deux églises du quartier Justices-Madeleine-Saint Léonard à Angers. Elles ont été confiées en septembre 2008 au Chemin Neuf. C'est notamment sur le territoire de cette paroisse qu'est située la réplique angevine du Saint-Sépulcre, confiée à la communauté des servantes des pauvres. |
| Casa Samaritana                                      | Casa Samaritana                         |                                             | 20° 08′ 59″ sud, 44° 53′ 44″ ouest   | Divinópolis               | Minas Gerais                | Brésil                           | - Chemin Neuf | 1980 2008                          | 2008 -                          | La Casa Samaritana a été fondée en 1980 ; c'est une association sans but lucratif ayant pour but d'aider les familles socialement vulnérables. En 2011, le Chemin Neuf reprend la mission ; en 2012, ce sont 23 familles qui sont aidées. La mission comprend en particulier une école pour l'insertion sociale des jeunes par la formation. |
| Carmel d'Aire-sur-l'Adour                            | Carmel d'Aire-sur-l'Adour               |                                             | 43° 42′ 05″ nord, 0° 15′ 41″ ouest   | Aire-sur-l'Adour          | Landes                      | France                           | Carmélites Chemin Neuf                                                                                             | ? 2009                             | 2009 -                          | Le carmel a été confié au Chemin Neuf en mai 2009. |
| Foyer de charité Notre-Dame de Nazareth              | Foyer de charité Notre-Dame de Nazareth |                                             | 21° 16′ 56″ sud, 55° 31′ 15″ est     | Le Tampon                 | La Réunion                  | France                           | Foyers de Charité Chemin Neuf                                                                                      | - 2009                             | 2009 -                          | En 2009, un prêtre du Chemin Neuf est chargé de l'encadrement d'un Foyer de Charité au sud de l'île de la Réunion. |
| Foyer Henri-Planchat                                 | Foyer Henri-Planchat                    |                                             | 48° 52′ 58″ nord, 2° 14′ 38″ est     | Puteaux                   | Hauts-de-Seine              | France                           | - Chemin Neuf | ? 2009                             | 2009 -                          | Situé au 18 rue des pavillons, à Puteaux dans les Hauts-de-Seine, ce foyer a été confié à la communauté du Chemin Neuf par l’association Olivier de la Coste en septembre 2009, avec l'encouragement de Mgr Gérard Daucourt, évêque de Nanterre. Il accueillait des jeunes travailleurs (hommes seulement), désormais il accueille aussi bien des jeunes travailleurs que des étudiants. La communauté, en arrivant à Puteaux, a également repris un patronage existant dans les murs de l'établissement, l'association Le Navire, au service des enfants du quartier.                                                                                                 |
| Foyer d'Antsirabe                                    | Foyer d'Antsirabe                       |                                             | ?                                    | Antsirabe                 | Vakinankaratra              | Madagascar                       | Chemin Neuf | 2009                               | -                               | La communauté du Chemin Neuf a construit et anime un foyer d'étudiants construit à Antsirabe en 2009. |
| Maison d'accueil                                     | Maison d'accueil                        |                                             | 50° 26′ 33″ nord, 16° 55′ 00″ est    | Bílá Voda                 | Olomouc                     | République tchèque               | Chemin Neuf | 2009                               | -                               | |
| Secteur pastoral du Port à Bordeaux                  | Saint-Michel                            |                                             | 44° 50′ 04″ nord, 0° 33′ 54″ ouest   | Bordeaux                  | Gironde                     | France                           | - Chemin Neuf | ? 2009                             | 2009 -                          | En juin 2009, le Chemin Neuf accepte (après deux années de refus) la proposition de Mgr Jean-Pierre Ricard de prendre en charge le secteur paroissial du Port. |
| Secteur pastoral du Port à Bordeaux                  | Sainte-Croix                            |                                             | 44° 49′ 52″ nord, 0° 33′ 39″ ouest   | Bordeaux                  | Gironde                     | France                           | - Chemin Neuf | ? 2009                             | 2009 -                          | En juin 2009, le Chemin Neuf accepte (après deux années de refus) la proposition de Mgr Jean-Pierre Ricard de prendre en charge le secteur paroissial du Port. |
| Secteur pastoral du Port à Bordeaux                  | Saint-Pierre                            |                                             | 44° 50′ 23″ nord, 0° 34′ 12″ ouest   | Bordeaux                  | Gironde                     | France                           | - Chemin Neuf | ? 2009                             | 2009 -                          | En juin 2009, le Chemin Neuf accepte (après deux années de refus) la proposition de Mgr Jean-Pierre Ricard de prendre en charge le secteur paroissial du Port. |
| Carmel de Mehagne                                    | Carmel de Mehagne                       |                                             | 50° 35′ 48″ nord, 5° 37′ 18″ est     | Chaudfontaine             | Province de Liège           | Belgique                         | Carmélites Chemin Neuf                                                                                             | 1930 2010                          | 2010 -                          | Le Carmel de Mehagne près de Liège est confié en 2010 au Chemin Neuf. |
| Centre Chrétien Universitaire                        | Centre Chrétien Universitaire           |                                             | 45° 34′ 19″ nord, 5° 54′ 54″ est     | Chambéry                  | Savoie                      | France                           | - Chemin Neuf | - 2010                             | 2010 -                          | Le foyer et l'animation de l'aumônerie étudiante chrétienne du bassin chambérien sont à la charge du Chemin Neuf depuis septembre 2010. |
| Notre-Dame de Fatima (pl)                            | Notre-Dame-de-Fatima                    |                                             | 52° 13′ 31″ nord, 21° 36′ 52″ est    | Mistów                    | Mazovie                     | Pologne                          | ? Chemin Neuf | ? 2009                             | 2009 -                          | Depuis 2009, la paroisse de Mistów est confiée au Chemin Neuf. |
| Eremo San Geminiano di Gainazzo                      | Eremo San Geminiano di Gainazzo         |                                             | 44° 22′ 03″ nord, 10° 56′ 06″ est    | Guiglia                   | Émilie-Romagne              | Italie                           | ? Chemin Neuf | ? 2009                             | 2009 -                          | . |
| Foyer Studentato Modena                              | Foyer Studentato Modena                 |                                             | 44° 37′ 29″ nord, 10° 53′ 34″ est    | Modène                    | Émilie-Romagne              | Italie                           | ? Chemin Neuf | ? 2009                             | 2009 -                          | En 2009, l'archidiocèse de Modène confie la maison Studentato Modena au Chemin Neuf. |
| Paroisse Saint-Paul-des-Quatre-Vents                 | Centre œcuménique                       |                                             | 45° 36′ 38″ nord, 5° 09′ 30″ est     | Villefontaine             | Isère                       | France                           | - Chemin Neuf | ? 2010                             | 2010 -                          | Cette paroisse correspond à la ville nouvelle de L'Isle-d'Abeau. Le 30 octobre 2010, elle a été confiée par Mgr Guy de Kerimel, évêque de Grenoble à la communauté. |
| Paroisse Saint-Paul-des-Quatre-Vents                 | Saint-Martin                            |                                             | 45° 36′ 48″ nord, 5° 08′ 57″ est     | Villefontaine             | Isère                       | France                           | - Chemin Neuf |                                    | 2010 -                          | Cette paroisse correspond à la ville nouvelle de L'Isle-d'Abeau. Le 30 octobre 2010, elle a été confiée par Mgr Guy de Kerimel, évêque de Grenoble à la communauté. |
| Foyer du Chapeau Rouge                               | Foyer du Chapeau Rouge                  |                                             | 47° 12′ 53″ nord, 1° 33′ 40″ ouest   | Nantes                    | Loire-Atlantique            | France                           | - Chemin Neuf | ? 2010                             | 2010 -                          | Situé 13 rue du Chapeau Rouge, il a été confié au Chemin Neuf en 2010 par Mgr Jean-Paul James. |
| Paroisse Sainte-Trinité-sur-l'Albanne                | Sacré-Cœur                              |                                             | 45° 33′ 57″ nord, 5° 55′ 50″ est     | Chambéry                  | Savoie                      | France                           | - Chemin Neuf | ? 2010                             | 2010 -                          | En septembre 2010, Mgr Philippe Ballot, archevêque de Chambéry, confie au Chemin Neuf la paroisse Sainte-Trinité-sur-l'Albanne. En septembre 2011, après un redécoupage paroissial, la paroisse compte quatre clochers. |
| Paroisse Sainte-Trinité-sur-l'Albanne                | Saint-Pierre                            |                                             | 45° 34′ 21″ nord, 5° 55′ 28″ est     | Chambéry                  | Savoie                      | France                           | - Chemin Neuf | ? 2010                             | 2010 -                          | En septembre 2010, Mgr Philippe Ballot, archevêque de Chambéry, confie au Chemin Neuf la paroisse Sainte-Trinité-sur-l'Albanne. En septembre 2011, après un redécoupage paroissial, la paroisse compte quatre clochers. |
| Paroisse Sainte-Trinité-sur-l'Albanne                | Sainte-Thérèse                          |                                             | 45° 34′ 12″ nord, 5° 56′ 41″ est     | Bassens                   | Savoie                      | France                           | - Chemin Neuf | ? 2010                             | 2010 -                          | En septembre 2010, Mgr Philippe Ballot, archevêque de Chambéry, confie au Chemin Neuf la paroisse Sainte-Trinité-sur-l'Albanne. En septembre 2011, après un redécoupage paroissial, la paroisse compte quatre clochers. |
| Paroisse Sainte-Trinité-sur-l'Albanne                | Notre-Dame-de-la-Nativité               |                                             | 45° 33′ 29″ nord, 5° 56′ 22″ est     | Barberaz                  | Savoie                      | France                           | - Chemin Neuf | ? 2010                             | 2010 -                          | En septembre 2010, Mgr Philippe Ballot, archevêque de Chambéry, confie au Chemin Neuf la paroisse Sainte-Trinité-sur-l'Albanne. En septembre 2011, après un redécoupage paroissial, la paroisse compte quatre clochers. |
| Hermitage de Chamalières                             | Hermitage de Chamalières                |                                             | 45° 46′ 15″ nord, 3° 03′ 04″ est     | Chamalières               | Puy-de-Dôme                 | France                           | - Chemin Neuf | ? 2011                             | 2011 -                          | Mgr Hippolyte Simon, archevêque de Clermont-Ferrand, demande en 2011 au Chemin Neuf de transformer la maison qu'il lui confie, l'Hermitage de Chamalières, en foyer étudiant,. |
| Paroisse de la Divine Providence (pl)                | Divine Providence (pl)                  |                                             | 52° 15′ 08″ nord, 21° 12′ 46″ est    | Wesoła                    | Mazovie                     | Pologne                          | - Chemin Neuf | ? 2011                             | 2011 -                          | La paroisse Opatrzności Bożej (de la Divine Providence) attenante à la maison communautaire de Wesoła est animée par le Chemin Neuf depuis 2011. |
| Liepāja                                              | Liepāja                                 |                                             | 56° 33′ 17″ nord, 21° 00′ 25″ est    | Liepāja                   | Courlande                   | Lettonie                         | - Chemin Neuf | ? 2011                             | 2011 -                          | La communauté du Chemin Neuf, animant des sessions depuis 1993 en Lettonie, a été conviée à se mettre au service d'une maison située à Liepāja en 2011, maison qui abritait l'ancienne école de la Marine soviétique. |
| Maison de retraite « Les bleuets »                   | Maison de retraite « Les bleuets »      |                                             | 45° 25′ 29″ nord, 4° 40′ 51″ est     | Pélussin                  | Loire                       | France                           | Congrégation Marie-Thérèse Chemin Neuf                                                                             | 1878 2011                          | 2011 -                          | En 2011, le Chemin Neuf est sollicité par la congrégation Marie-Thérèse, qui a déjà confié au Chemin Neuf le foyer d'étudiants de Lyon, pour reprendre la gestion de la maison d'accueil « Les Bleuets du Pilat » située dans le Pilat, à Pélussin. |
| Abbaye de Boquen                                     | Abbaye de Boquen                        |                                             | 48° 19′ 05″ nord, 2° 26′ 45″ ouest   | Plénée-Jugon              | Côtes-d'Armor               | France                           | Cisterciens Trappistes Sœurs de Bethléem Chemin Neuf                                                               | 1137 1936 1973 2011                | 1791 1973 2011 -                | L'abbaye de Boquen a vu le départ des sœurs de Bethléem qui ont demandé en janvier 2011 au Chemin Neuf de prendre leur place. |
| Maison communautaire de Ouagadougou                  | Maison communautaire de Ouagadougou     |                                             | 12° 21′ 41″ nord, 1° 31′ 49″ ouest ? | Ouagadougou               | Kadiogo                     | Burkina Faso                     | - Chemin Neuf | 2012                               | 2012 -                          | Les Sœurs missionnaires de Notre-Dame d'Afrique mettent en septembre 2012 leur ancien noviciat à disposition du Chemin Neuf pour que la communauté y développe ses activités. |
| L'Étoile de la Mer                                   | L'Étoile de la Mer                      |                                             | 48° 43′ 50″ nord, 1° 30′ 50″ ouest   | Saint-Jean-le-Thomas      | Manche                      | France                           | Notre-Dame du Mont-Carmel Chemin Neuf                                                                              | ? 2011                             | 2011 -                          | Le centre « L'étoile de la mer » à Saint-Jean-le-Thomas, dans le département de la Manche, était tenu par les Sœurs Notre-Dame du Mont-Carmel d'Avranches. Le 17 septembre 2011, elles ont fait place au Chemin Neuf, qui y a en particulier une mission d'accueil des pèlerins se dirigeant vers Le Mont-Saint-Michel. |
| Foyer « L'Assomption »                               | Foyer « L'Assomption »                  |                                             | 48° 41′ 22″ nord, 6° 10′ 16″ est     | Nancy                     | Meurthe-et-Moselle          | France                           | Notre-Dame du Mont-Carmel Chemin Neuf                                                                              | ? 2011                             | 2011 -                          | En 2011, les religieuses responsables de ce foyer d'étudiantes situé 37 avenue Poincaré à Nancy le confient au Chemin Neuf. |
| Foyer Katolikus Rendház                              | Foyer Katolikus Rendház                 |                                             | 47° 31′ 02″ nord, 18° 58′ 44″ est    | Budapest                  | Hongrie centrale            | Hongrie                          | - Chemin Neuf | ? 2011                             | 2011 -                          | |
| Centre « Marie de Nazareth »                         | Centre « Marie de Nazareth »            |                                             | 32° 42′ 10″ nord, 35° 17′ 51″ est    | Nazareth                  | District nord               | Israël                           | Chemin Neuf | ? 2011                             | -                               | À Nazareth, le centre international Marie de Nazareth a été inauguré le 25 mars 2011 et confié à la communauté du Chemin Neuf. Celle-ci y anime l'accueil des visiteurs dans le musée lui-même, ainsi que des propositions spirituelles destinées aux habitants des environs. |
| Paroisse Saint-Apollinaire                           | Saint-Apollinaire                       |                                             | 50° 04′ 15″ nord, 14° 25′ 26″ est    | Prague                    | Bohême centrale             | République tchèque               | Chemin Neuf | ? 2011                             | -                               | |
| Chartreuse d'Aula Dei                                | Chartreuse d'Aula Dei                   |                                             | 41° 43′ 55″ nord, 0° 48′ 45″ ouest   | Saragosse                 | Province de Saragosse       | Espagne                          | Chartreux Chemin Neuf                                                                                              | - 2012                             | 2012 -                          | À proximité de Saragosse : les moines chartreux, avec l'accord du Ministère de la Culture espagnol et de l'archevêque de Saragosse, demandent à la communauté du Chemin Neuf de prendre leur suite pour faire vivre le monastère. Notamment, le passage d'une communauté monastique à vocation de clôture à une communauté n'ayant pas cette vocation permettra d'instaurer une visite hebdomadaire (et non mensuelle) des fresques de Goya,. |
| Monastère Sainte-Claire                              | Monastère Sainte-Claire                 |                                             | 42° 52′ 35″ nord, 12° 44′ 35″ est    | Trevi                     | Ombrie                      | Italie                           | Clarisses Chemin Neuf                                                                                              | - 2012                             | 2012 -                          | Les Clarisses du Monastère Santa Chiara demandent en 2012 au Chemin Neuf de prendre en charge les bâtiments de leur monastère. |
| Foyer d'étudiants Convict Salesianum                 | Foyer d'étudiants Convict Salesianum    |                                             | 46° 48′ 28″ nord, 7° 08′ 54″ est     | Fribourg                  | Canton de Fribourg          | Suisse                           | - Chemin Neuf | - 2012                             | 2012 -                          | Le Chemin Neuf reprend la gestion du foyer d'étudiants Convict Salesianum en juillet 2012. |
| Gästehaus Kloster Bethanien                          | Gästehaus Kloster Bethanien             |                                             | 52° 31′ 44″ nord, 13° 23′ 45″ est    |                           | Canton d'Obwald             | Suisse                           | - Chemin Neuf | - 2012                             | 2012 -                          | . |
| Centre Saint-Charles                                 | Centre Saint-Charles                    |                                             | 49° 52′ 24″ nord, 97° 19′ 12″ ouest  | Winnipeg                  | Manitoba                    | Canada                           | Oblates de Saint-Boniface Chemin Neuf                                                                              | - 2013                             | 2013 -                          | Les sœurs missionnaires oblates de Saint-Boniface confient en 2013 le centre de retraites spirituelles Saint-Charles, situé dans le faubourg ouest de Winnipeg ; la communauté était présente depuis 2010 dans le diocèse, à la demande de Richard Gagnon, archevêque de Winnipeg. |
| Our Lady of England Priory                           | Our Lady of England Priory              |                                             | 50° 55′ 00″ nord, 0° 27′ 36″ ouest   | Storrington               | Sussex de l'Ouest           | Royaume-Uni                      | Prémontrés Chemin Neuf                                                                                             | - 2013                             | 2013 -                          | Après cent trente années de présence dans le prieuré Notre-Dame d'Angleterre, les frères norbertins (prémontrés) demandent au Chemin Neuf d'y poursuivre leur mission de prière et d'accueil. |
| Klooster Heilig Hart                                 | Klooster Heilig Hart                    |                                             | 51° 11′ 49″ nord, 4° 24′ 42″ est     | Berchem                   | Province d'Anvers           | Belgique                         | FCSCJ Chemin Neuf                                                                                                  | - 2013                             | 2013 -                          | La basilique du Sacré-Cœur (nl) ainsi que la maison attenante sont confiées au Chemin Neuf en 2013 ; la maison est transformée en foyers d'étudiants |
| Foyer d'étudiants San Lorenzo Ruiz                   | Foyer d'étudiants San Lorenzo Ruiz      |                                             | 14° 36′ 02″ nord, 120° 59′ 40″ est   | Manille                   | Metro Manila                | Philippines                      | Archidiocèse de Manille Chemin Neuf                                                                                | - 2013                             | 2013 -                          | En 2013, Mgr Tagle confie le foyer d'étudiants San Lorenzo Ruiz au Chemin Neuf ; c'est, de loin, le plus vaste (deux cents places) foyer confié à cette communauté. |
| Lambeth Palace                                       | Lambeth Palace                          |                                             | 51° 29′ 44″ nord, 0° 07′ 11″ ouest   | Lambeth                   | Grand Londres               | Royaume-Uni                      | - Chemin Neuf | - 2013                             | 2013 -                          | En 2013, l'archevêque Justin Welby appelle la communauté du Chemin Neuf à venir à Lambeth Palace pour animer la liturgie. À partir de septembre 2015, le Chemin Neuf participe à la création de la communauté œcuménique Saint-Anselm, projet lancé par Justin Welby pour « passer une année au rythme de Dieu ». La première directrice de la nouvelle communauté est Sonia Béranger, sœur consacrée du Chemin Neuf. |
| Paroisse Christ the King                             | Église Christ the King                  |                                             | 51° 38′ 43″ nord, 0° 08′ 18″ ouest   | Cockfosters               | Grand Londres               | Royaume-Uni                      | Bénédictins Chemin Neuf                                                                                            | ? 2014                             | 2014 -                          | La paroisse Christ the King est confiée en 2013 au Chemin Neuf par Vincent Nichols,. |
| Foyers d'étudiants Ignace Bourget                    | Foyers d'étudiants Ignace Bourget       |                                             | 45° 34′ 08″ nord, 73° 39′ 43″ ouest  | Montréal                  | Québec                      | Canada                           | Archidiocèse de Montréal Chemin Neuf                                                                               | ? 2014                             | 2014 -                          | En 2013, Mgr Christian Lépine demande au Chemin Neuf de reprendre une ancienne maison de retraite de prêtres diocésains pour en faire un foyer chrétien d'étudiants. |
| Abbaye de Sclerder                                   | Abbaye de Sclerder                      |                                             | 50° 20′ 51″ nord, 4° 30′ 19″ ouest   | Lansallos                 | Cornouailles                | Royaume-Uni                      | Récollets Carmélites Sœurs des Sacrés-Cœurs de Jésus et de Marie Minoresses (it) Minoresses Carmélites Chemin Neuf | 1858 1864 1904 1914 1922 1981 2014 | 1864 1871 1910 1920 1981 2014 - | À la demande des sœurs carmélites qui occupaient les lieux, le Chemin Neuf s'installe à Sclerder à l'été 2014. |
| Foyer d'étudiants de Liverpool                       | Foyer d'étudiants de Liverpool          |                                             | 53° 24′ 18″ nord, 2° 58′ 03″ ouest   | Liverpool                 | Merseyside                  | Royaume-Uni                      | - Chemin Neuf | ? 2014                             | 2015 -                          | En septembre 2015, la communauté reprend un foyer d'étudiants à Liverpool, à proximité immédiate de la cathédrale catholique. Depuis 2011, elle était en outre au service de la liturgie dans la cathédrale anglicane,. |
| Paroisse Brighton & Hove                             | Saint-Patrick (en)                      |                                             | 50° 49′ 33″ nord, 0° 09′ 27″ ouest   | Hove                      | Sussex de l'Est             | Royaume-Uni                      | - Chemin Neuf | ? 2015                             | 2015 -                          | En septembre 2015, les diocèses anglican de Chichester et catholique d'Arundel et Brighton proposent conjointement au Chemin Neuf de lancer une mission œcuménique à Brighton et Hove. |
| Foyer d'étudiants Sainte-Claire                      | Foyer d'étudiants Sainte-Claire         |                                             | 43° 32′ 11″ nord, 5° 26′ 48″ est     | Aix-en-Provence           | Bouches-du-Rhône            | France                           | Chemin Neuf | 2015                               | -                               | En 2015, l'archidiocèse d'Aix fait construire le foyer sainte-Claire qu'il confie au Chemin Neuf. |
| Paroisse Saint-Louis de Vincennes                    | Saint-Louis                             |                                             | 48° 50′ 53″ nord, 2° 25′ 09″ est     | Vincennes                 | Val-de-Marne                | France                           | - Chemin Neuf | ? 2015                             | 2015 -                          | En 2015, Mgr Santier demande au CHemin Neuf de prendre en charge la paroisse Saint-Louis de Vincennes. |
| Maison d'accueil Saint-Sulpice                       | Maison d'accueil Saint-Sulpice          |                                             | 47° 32′ 56″ nord, 1° 22′ 39″ ouest   | Saint-Sulpice-de-Favières | Essonne                     | France                           | - Chemin Neuf | - 2016                             | 2015 -                          | |
| Abbaye de Melleray                                   | Abbaye de Melleray                      |                                             | 47° 32′ 56″ nord, 1° 22′ 39″ ouest   | La Meilleraye-de-Bretagne | Loire-Atlantique            | France                           | Cisterciens Trappistes Chemin Neuf                                                                                 | 1137 1815 2016                     | 1791 2016 -                     | En 2015, les trappistes de l'abbaye Notre-Dame de Melleray, en accord avec l'évêque de Nantes, Mgr James, décident de faire appel à la communauté du Chemin Neuf pour les remplacer. La communauté décide de faire de Melleray un noviciat international pour la communauté. La cohabitation entre trappistes et Chemin Neuf est prévue pour un an, le temps de la transmission du site, puis les moines ont prévu de quitter les lieux en septembre 2016,. . |
| Couvent des Sœurs du Sauveur                         | Couvent des Sœurs du Sauveur            |                                             | 50° 37′ 54″ nord, 3° 08′ 44″ est     | Villeneuve-d'Ascq         | Nord                        | France                           | Sœurs du Sauveur et de la Saint-Vierge Chemin Neuf                                                                 | ? 2016                             | 2016 -                          | Le foyer d'étudiants de vingt chambres est confié en 2016 au Chemin Neuf. |
| University of Saint Joseph Mbarara                   | University of Saint Joseph Mbarara      |                                             | 0° 37′ 27″ sud, 30° 38′ 43″ est      | Mbarara                   | Mbarara                     | Ouganda                          | Chemin Neuf | 2019                               | -                               | . |
| Abbaye Notre-Dame de l'Atlas                         | Abbaye Notre-Dame de l'Atlas            |                                             | 36° 17′ 43″ nord, 2° 42′ 55″ est     | Draa Essamar              | Wilaya de Médéa             | Algérie                          | Chemin Neuf | 2016                               | -                               | . |

### Tchad
À N'djamena, le Chemin Neuf participe à la formation des infirmiers et médecins de l'hôpital, notamment en ce qui concerne le SIDA,,.